# Kilton Castle
Kilton Castle är en slottsruin i Storbritannien.   Den ligger i kommunen Redcar and Cleveland och riksdelen England, i den centrala delen av landet, 300 km norr om huvudstaden London. Kilton Castle ligger 99 meter över havet.
Närmaste större samhälle är Redcar, 11,9 km nordväst om Kilton Castle. 